# 瀬戸市景観重要建造物
瀬戸市景観重要建造物（せとしけいかんじゅうようけんぞうぶつ）は、愛知県瀬戸市が景観法に基づいて指定した景観重要建造物である。2012年（平成24年）10月11日に10件が指定されている。指定物件の大半は窯垣の小径にある。

## 一覧
| 指定番号 | 画像 | 名称                                   | 所在地                                                                                   |
| -------- | ---- | -------------------------------------- | ---------------------------------------------------------------------------------------- |
| 第1号    |      | 宝泉寺（山門）                         | 瀬戸市寺本町30 北緯35度13分35.8秒 東経137度06分36.6秒 / 北緯35.226611度 東経137.110167度 |
| 第2号    |      | 鬼板の土留（土留・家屋）               |                                                                                          |
| 第3号    |      | 窯垣の小径ギャラリー                   | 瀬戸市仲洞町31 北緯35度13分31.9秒 東経137度06分41.1秒 / 北緯35.225528度 東経137.111417度 |
| 第4号    |      | 加藤仲右エ門邸（母屋・離れ・物置・塀） |                                                                                          |
| 第5号    |      | 窯垣の小径資料館（資料館・離れ）       | 瀬戸市仲洞町39 北緯35度13分31.3秒 東経137度06分43.9秒 / 北緯35.225361度 東経137.112194度 |
| 第6号    |      | 加藤寛治邸（茶室・塀・蔵・母屋）       |                                                                                          |
| 第7号    |      | 加藤清作邸（家屋・窯垣）               |                                                                                          |
| 第8号    |      | 丸朝製陶所（煙突）                     | 瀬戸市東洞町62 北緯35度13分30.0秒 東経137度06分49.1秒 / 北緯35.225000度 東経137.113639度 |
| 第9号    |      | 洞本業窯（モロ・資料館・登窯）         | 瀬戸市東町1-6 北緯35度13分23.7秒 東経137度06分53.8秒 / 北緯35.223250度 東経137.114944度  |
| 第10号   |      | 葵窯（蔵・母屋）                       | 瀬戸市西洞町 北緯35度13分28.0秒 東経137度06分39.8秒 / 北緯35.224444度 東経137.111056度   |